# Битва під Бурштином

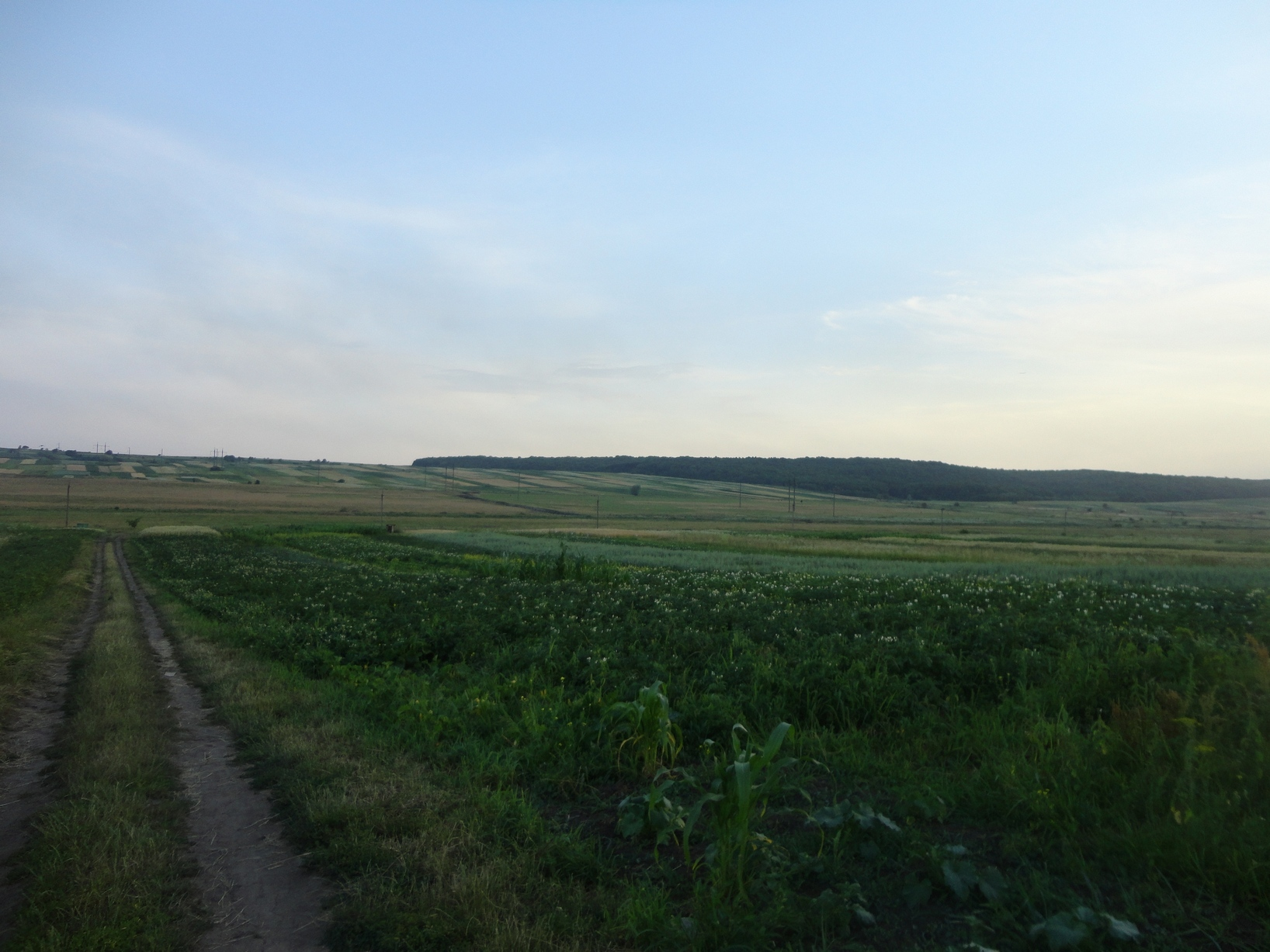
Вигляд на південні околиці Бурштина; цією місцевістю татари відступали до Дністра

Битва під Бурштином — назва збройного погрому реєстровими козаками і королівськими жовнірами татарських нападників поблизу міста Бурштин (нині Івано-Франківська область, Україна) та на березі Дністра.

## Відомості
Відбулась у жовтні 1629 року поблизу міста Бурштин, в якій реєстрові козаки під командуванням гетьмана Грицька Чорного та коронне військо під командуванням гетьмана Стефана Хмелецького розбило нападників-татар на чолі з Саламет-Ґераєм, які поверталися з награбованим із Белзької землі.
Після грабіжницького походу до Галичини 7-тис. загін татар під командуванням Саламет-Ґірея та інших мурз, який повертався з награбованим та бранцями із Белзької землі. Татарам потрапив до рук козак з коронного обозу. Після допиту з катуваннями козака, який по-геройськи витримав випробування, не сказавши про коронне військо, нападники вирішили ночувати поблизу села Конюшки (тепер Рогатинський район), де розбили табір.
Стефан Хмелецький з військом довідався про це, перейшов річку Гнилу Липу під Бурштином, став біля татар опівночі. Вранці, під час підготовки татар до відходу, завдали раптового удару напасникам, які з несподіванки піддались паніці: чимало не встигли сісти на коней, інші просто втікали. Всі вулиці села були завалені трупами вбитих. Татар гнали на гори та переправи 3 милі, поки не ослабли коні. С. Хмелецький послав гінця до руського воєводи Станіслава Любомирського, щоб той захопив брід через Дністер. Нападники необережно зайшли у воду, мало хто залишився живим.
Козаки та жовніри відбили всю здобич, зокрема, 10000 полонених (багато жінок), 1000 в'язнів, взяли разом 10000 коней. У полон потрапив майбутній союзник Богдана Хмельницького Аслан-Гірей.